# Sumanene
Il sumanene è un composto organico di formula C21H12. È un idrocarburo policiclico aromatico di interesse scientifico perché la molecola può essere considerata un frammento di buckminsterfullerene.
Nella molecola figurano un anello benzenico centrale al quale sono condensati tre anelli benzenici periferici che si alternano con tre anelli ciclopentadienici. La molecola è quindi eptaciclica. La sottostruttura con i quattro anelli benzenoidi è quella del trifenilene: come in quest'ultimo, il sumanene è un ibrido di risonanza di 9 forme limite, tutte strutture di Kekulé, ma i sestetti aromatici di Clar sono solo quelli dei tre anelli periferici. Rispetto al trifenilene, questi tre anelli benzenici esterni sono qui ulteriormente connessi tra loro da tre ponti metilene (−CH2−) degli anelli ciclopentadienici, che sono assenti nel fullerene; questi metileni si trovano in posizione benzilica e quindi sono disponibili per le reazioni organiche tipiche di tali gruppi (vide infra).

## Etimologia
Il nome del composto deriva dall'unione di «suman(a)», o «suman(as)», parole che in Sanscrito [ सुमन ] , come pure in Hindi, significano «incantevole» (come aggettivo), o «fiore» (come nome), per gli anelli esterni che sembrano petali, con il suffisso «-ene», che è quello usato in generale per designare l'insaturazione in alcheni e areni.

## Sintesi
La struttura del sumamene si potrebbe ottenere per ossidazione di 1,5,9-trimetiltrifenilene, ma in pratica la prima sintesi è stata ottenuta a partire dal norbornadiene.
Questo è dapprima convertito in un derivato di organostagno, il 3-bromo-4-tributilstannilnorbornene, usando n-butillitio, 1,2-dibromoetano e cloruro di tributilstagno. A partire da quest'ultimo si forma il nucleo benzenico centrale tramite una reazione di Ullmann con tiofen-2-carbossilato di rame(I) (CuTC). Usando il catalizzatore di Grubbs, i ponti metilenici precedentemente creati migrano quindi con reazioni di metatesi olefinica con apertura e richiusura di anelli. La struttura finale si ottiene tramite una deidrogenazione ossidativa ad opera di un adatto chinone, il 2,3-dicloro-5,6-diciano-1,4-benzochinone (DDQ).

## Struttura e proprietà
Il sumanene è una molecola concava, a forma di ciotola, con una profondità di 118 picometri. I legami uscenti dall'anello benzenico centrale sono inclinati (tutti in alto o tutti in basso) di 9° rispetto al piano dell'anello stesso e le distanze di legame della molecola mostrano una certa alternanza (da 138,1 a 143,1 pm). Il sumamene è soggetto all'inversione della concavità con una barriera d'inversione di 82 kJ/mol) a 140 °C, che risulta molto più elevata di quella del corannulene.
Come tutti gli idrogeni benzilici, anche quelli del sumanene sono relativamente acidi e possono essere rimossi con basi forti tipo il t-butillitio (t-BuLi), ottenendo il monocarbanione del sumanene. Questo forte nucleofilo può reagire con un elettrofilo come il trimetilclorosilano per dare il derivato trimetilsililsumanene Me3Si−C21H11.
È stato descritto anche il trianione del sumanene. Inoltre, sono state studiate le sue proprietà come trasportatore di elettroni e il suo spettro RMN del 13C.

## Derivati
Sono stati descritti vari derivati del sumanene, tra i quali il naftosumanene e il trisilasumanene. I sumaneni chirali sono interessanti per la loro chiralità inerente; esempi sono il trimetilsumanene e un complesso con il ferro ciclopentadienile.